# János Kuszmann
János Kuszmann (Budapest, 3 de diciembre de 1938-Budapest, 20 de junio de 2001) fue un futbolista profesional húngaro que desarrolló casi toda su carrera deportiva fuera de su país, fundamentalmente en la liga española y en Turquía.

## Trayectoria
Kuszmann se formó en la cantera del MTK Budapest FC, en Hungría. En 1956, cuando se encontraba en Londres, jugando con la selección juvenil de su país, se produjo la intervención soviética en Hungría, que le llevó a proseguir su carrera fuera de su país. Tras jugar una temporada en el Sport Club Viena, llegó al Real Betis en abril de 1958 y se convirtió así en el primer jugador extranjero de la historia del equipo andaluz.
Debutó en partido amistoso el 1 de mayo de 1958 contra el España de Algeciras, en el que marcó 2 goles. En julio de 1958, recibió la nacionalidad española y se asentó en el equipo titular. Jugó su primer partido de liga de primera división, en la primera jornada, en la que se estrenó con los dos tantos de la victoria de su equipo frente al Granada. En la segunda volvió a marcar dos goles, esta vez, en el Sánchez Pizjuán frente al Sevilla F. C., cuando el Betis se impuso 2-4. Con el paso de las temporadas, fue retrasando su posición en el campo para terminar como defensa central. Permaneció en el Betis hasta 1964.
En 1964, fichó por el Español, donde permaneció hasta 1966, en que fue traspasado al Castellón. Posteriormente jugó en el Beşiktaş turco y marchó a Estados Unidos y después a Grecia, donde se retiró en 1971.